# Масерија Фореста деј Морти (Потенца)
Масерија Фореста деј Морти (итал. Masseria Foresta dei Morti) је насеље у Италији у округу Потенца, региону Базиликата.
Према процени из 2011. у насељу је живело 70 становника. Насеље се налази на надморској висини од 853 м.